# ابراهیم فتحی (بازیکن والیبال)
ابراهیم فتحی (انگلیسی: Ibrahim Fathy؛ زادهٔ ۲۷ اوت ۱۹۷۷) بازیکن والیبال اهل مصر بود.